# Науалы
Науалы (каз. Науалы) — село в Урджарском районе Абайской области Казахстана. Административный центр Науалинского сельского округа. Находится примерно в 14 км к юго-востоку от районного центра, посёлка Урджар. Код КАТО — 636475100.

## Население
В 1999 году население села составляло 3695 человек (1873 мужчины и 1822 женщины). По данным переписи 2009 года, в селе проживал 3421 человек (1685 мужчин и 1736 женщин).